# Oulactis coliumensis
Oulactis coliumensis is een zeeanemonensoort uit de familie Actiniidae. De anemoon komt uit het geslacht Oulactis. Oulactis coliumensis werd in 1990 voor het eerst wetenschappelijk beschreven door Riemann-Zürneck & Gallardo. 